# Koppangen
Koppangen (en same du Nord : Gohppi) est une localité du comté de Troms, en Norvège.

## Géographie
Administrativement, Koppangen fait partie de la kommune de Lyngen.